# Arado Ar 76

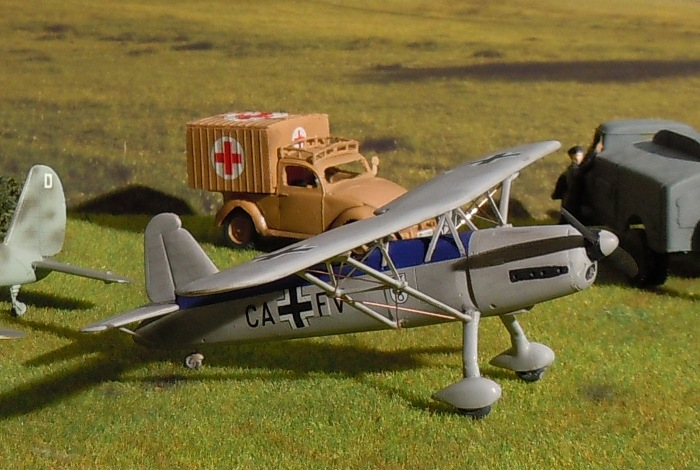
Maqueta a escala de un Arado Ar 76.

El Arado Ar 76 era un avión alemán de los años 1930, diseñado como caza ligero pero concebido también, como función secundaria, como un avión de entrenamiento avanzado.

## Desarrollo
Arado Flugzeugwerke desarrolló el proyecto del Ar 76 respondiendo a un llamamiento del Ministerio del Aire del Reich (el Reichsluftfahrtministerium, o RLM) para el que se requería un caza ligero destinado, en caso de emergencia, a la Heimatschutzjägger (la defensa interior). Diseñado por Walter Blume, el Ar 76 fue presentado ante el RLM en 1935 en competencia con el Focke-Wulf Fw 56, el Heinkel He 74 y dos modelos de Henschel: el Hs 121 y el Hs 125. Aunque el Fw 56 Stösser fue seleccionado para el contrato de producción en serie, el RLM quedó suficientemente impresionado con el Ar 76 como para ordenar también la producción de un pequeño número de aparatos. Del Ar 76 se habían construido hasta tres prototipos que, a pesar de haber sufrido algunos reveses durante las pruebas de vuelo, habían mostrado un buen comportamiento general. El primer prototipo se había estrellado durante uno de los vuelos iniciales, pero las modificaciones introducidas en la típica cola de Arado (deriva colocada delante de los estabilizadores horizontales) habían permitido solucionar todos los problemas. El Ministerio del Aire alemán prefirió la fabricación reducida de una única variante de este modelo: el Arado Ar 76A.

## Diseño
El Ar 76 era un monoplano de ala en parasol, monoplaza y tren de aterrizaje cantilever con ruedas carenadas. La estructura interna de las alas era de madera, y la del fuselaje era un sistema de tubos soldados de acero, todo ello recubierto de tela; con excepción del morro y la parte superior del fuselaje situada detrás de la cabina del piloto, que iban revestidos de planchas de metal de aleación ligera.

## Historia operacional
Los aviones Ar 76A fueron utilizados por las Jagdfliegerschulen (las escuelas de pilotos de caza) desde 1936.

## Variantes
Ar 76a
Primer prototipo, (regn. D-ISEN). Realizó su primer vuelo en 1934. Se estrelló en uno de los vuelos iniciales.
Ar 76 V2
Segundo prototipo, (regn. D-IRAS). Realizó su primer vuelo en 1935.
Ar 76 V3
Tercer prototipo. También realizó su vuelo en 1935.
Ar 76A
Entrenador avanzado monoplaza, avión de combate ligero. Construcción en una serie reducida.

## Operadores
- Luftwaffe

## Especificaciones (Ar 76a)
Características generales
- Tripulación: 1
- Longitud: 7,2 m
- Envergadura: 9,5 m
- Altura: 2,55 m
- Superficie alar: 13,3 m²
- Peso en vacío: 750 kg
- Peso máximo al despegue: 1.070 kg
- Planta motriz: 1 × motor en línea Argus As 10C de cilindros invertidos, de 240 hp de potencia

Rendimiento
- Velocidad máxima: 267 km/h en vuelo horizontal
- Alcance: 470 km
- Techo de vuelo: 6.400 m
- Tiempo de ascenso: 5.000 m en 21 min

Armamento
- 2 x ametralladoras MG 17 de 7,92 mm
- 3 x bombas de 10 kg